# 情熱地獄
『情熱地獄』（じょうねつじごく）は、1932年（昭和7年）に製作・公開された日本のサイレント映画である。阪東妻三郎プロダクション製作、新興キネマ配給。1922年（大正11年）にアーヴィング・カミングスが監督し日本でも公開されたサイレント映画『情熱地獄』 （英語: Paid Back）の日本語題名と同一題である。

## スタッフ
- 監督 : 東隆史
- 脚本 : 峰銀平
- 原作 : 峰銀平
- 撮影 : 吉田英男

## キャスト
- 加賀藩士相良主膳 : 阪東妻三郎
- 前田利家 : 堀川浪之助
- 徳川家斉 : 梅若礼三郎
- 主膳の友細木原一馬 : 岡田喜久也
- 家老伊庭宗左衛門 : 児島三郎
- その息子重三郎 : 佐賀精一
- 伊庭幸三郎 : 阪東妻之助
- 御前試合の剣士 : 岩見柳水
- 剣士 : 阪東要二郎
- 〃  : 浪野光夫
- その妻お妙 : 桜木梅子
- 千浪 : 桜木梅子
- お君の方 : 環光子